# مهدی حسینی‌نیا
مهدی حسینی‌نیا (زادهٔ ۲۸ شهریور ۱۳۶۰) بازیگر ایرانی است. او بازیگری را نخستین بار از سال ۱۳۸۹ با فیلم اینجا بدون من آغاز کرد. در میان سایر نقش‌هایش، او نقش‌های مکملی در شنای پروانه (۱۳۹۸) و یاغی (۱۴۰۱) ساختهٔ محمد کارت، متری شیش و نیم (۱۳۹۷) و برادران لیلا (۱۴۰۱) ساختهٔ سعید روستایی، و هفتاد سی (۱۴۰۲) ساختهٔ بهرام افشاری داشته است.

## فیلم‌شناسی

### سینما
| سال  | عنوان                 | نقش                        | کارگردان         | منبع  |
| ---- | --------------------- | -------------------------- | ---------------- | ----- |
| ۱۴۰۲ | هفتاد سی              | سیاوش                      | بهرام افشاری     |       |
| ۱۴۰۲ | تمساح خونی            | در نقش خودش (حضور افتخاری) | جواد عزتی        |       |
| ۱۴۰۱ | شاید جایی دیگر        |                            | علی تصدیقی       | [ ۴ ] |
| ۱۴۰۰ | برادران لیلا          | بایرام جورابلو             | سعید روستایی     |       |
| ۱۳۹۹ | دسته دختران           |                            | منیر قیدی        |       |
| ۱۳۹۹ | مصلحت                 |                            | حسین دارابی      |       |
| ۱۳۹۹ | روز ششم               |                            | حجت قاسم‌زاده اصل |       |
| ۱۳۹۹ | روشن                  |                            | روح‌الله حجازی    |       |
| ۱۳۹۸ | شنای پروانه           | مصیب                       | محمد کارت        | [ ۶ ] |
| ۱۳۹۸ | گورکن                 |                            | کاظم ملایی       |       |
| ۱۳۹۸ | عنکبوت                | راننده مزاحم               | ابراهیم ایرج زاد |       |
| ۱۳۹۷ | شب اول هجده سالگی     |                            | حامد تهرانی      |       |
| ۱۳۹۷ | ما همه با هم هستیم    |                            | کمال تبریزی      |       |
| ۱۳۹۷ | متری شیش و نیم        | حسن دلیری (گاوی)           | سعید روستایی     |       |
| ۱۳۹۵ | بنفشه آفریقایی        |                            | مونا زندی حقیقی  |       |
| ۱۳۹۵ | ایستگاه اتمسفر        |                            | مهدی جعفری       |       |
| ۱۳۹۵ | شَنِل                   |                            | حسین کندری       |       |
| ۱۳۹۴ | اینجا کسی نمی‌میرد     |                            | حسین کندری       |       |
| ۱۳۹۴ | ۵۰ کیلو آلبالو        | افسر پلیس                  | مانی حقیقی       |       |
| ۱۳۹۴ | خشکسالی و دروغ        |                            | پدرام علیزاده    |       |
| ۱۳۹۲ | روایت ناپدید شدن مریم |                            | محمدرضا لطفی     |       |
| ۱۳۹۱ | هیچ‌کجا هیچ‌کس          |                            | ابراهیم شیبانی   |       |
| ۱۳۹۰ | من همسرش هستم         |                            | مصطفی شایسته     |       |
| ۱۳۸۹ | اینجا بدون من         |                            | بهرام توکلی      |       |

### تلویزیون
| سال  | عنوان          | نقش | کارگردان       | یادداشت | منبع |
| ---- | -------------- | --- | -------------- | ------- | ---- |
| ۱۳۹۷ | لحظهٔ گرگ و میش |     | همایون اسعدیان |         |      |
| ۱۳۹۳ | پرده‌نشین       |     | بهروز شعیبی    |         |      |

### نمایش خانگی
| سال  | عنوان              | نقش          | کارگردان           | یادداشت                      | منبع   |
| ---- | ------------------ | ------------ | ------------------ | ---------------------------- | ------ |
| ۱۴۰۳ | گردن زنی           | بهمن متین    | سامان سالور        | پخش در شبکه اینترنتی فیلم نت |        |
| ۱۴۰۳ | غربت               | فری حزی      | امیر پورکیان       | پخش در شبکه اینترنتی نماوا   | [ ۷ ]  |
| ۱۴۰۲ | حیثیت گمشده        | امیر آقابیگی | سجاد پهلوان‌زاده    | پخش در شبکه اینترنتی فیلیمو  | [ ۸ ]  |
| ۱۴۰۱ | رهایم کن           | بهرام        | شهرام شاه حسینی    | پخش در شبکه اینترنتی فیلیمو  | [ ۹ ]  |
| ۱۴۰۱ | یاغی               | رحمان        | محمد کارت          | پخش در شبکه اینترنتی فیلیمو  |        |
| ۱۴۰۰ | میدان سرخ          | منصور        | ابراهیم ابراهیمیان | پخش در شبکه اینترنتی فیلیمو  |        |
| ۱۳۹۹ | می‌خواهم زنده بمانم | مفتاح        | شهرام شاه‌حسینی     | پخش در شبکه اینترنتی فیلیمو  | [ ۱۰ ] |
| ۱۳۹۹ | سیاوش              | وحید         | سروش محمدزاده      | پخش در شبکه اینترنتی نماوا   |        |
| ۱۳۹۶ | عالیجناب           | وزیر اقتصاد  | سام قریبیان        |                              |        |

### فیلم کوتاه
| سال  | عنوان                 | کارگردان                |
| ---- | --------------------- | ----------------------- |
| ۱۳۹۹ | عوارض خروج            | سعید حسنلو              |
| ۱۳۹۸ | بی‌ریختی               | محمد رحمتی              |
| ۱۳۹۸ | به وقت جدید یا قدیم   | کیان حجازی              |
| ۱۳۹۷ | نفس‌گیر                | محمد رحمتی              |
| ۱۳۹۷ | امیرعلی               | شیوا قنبریان            |
| ۱۳۹۶ | سواد کوهی             | محمدرضا مجد             |
| ۱۳۹۶ | هم‌سایه‌ها              | فرهاد غلامی             |
| ۱۳۹۶ | سنگ روی سنگ           | مرضیه حکیم محسن سراجیان |
| ۱۳۹۶ | مدار بسته             | مرتضی عباسیان           |
| ۱۳۹۲ | روایت ناپدید شدن مریم | محمدرضا لطفی            |

### تئاتر
| سال  | نمایش                            | کارگردان                              | مکان                                        |
| ---- | -------------------------------- | ------------------------------------- | ------------------------------------------- |
| ۱۴۰۱ | مانش                             | کیومرث مرادی                          | پردیس تئاتر شهرزاد-سالن ۱                   |
| ۱۳۹۸ | گریزلی                           | مهدی زندیه                            | پردیس تئاتر شهرزاد-سالن ۳                   |
| ۱۳۹۸ | ملاقات                           | پارسا پیروزفر                         | تئاترشهر-سالن اصلی                          |
| ۱۳۹۶ | مده آ، فصل دوم                   | میلاد نیک آبادی                       | تئاترشهر-سالن چهارسو                        |
| ۱۳۹۶ | به طرز غریبی                     | آوا فیاض                              | تئاترشهر-پلاتو اجرا                         |
| ۱۳۹۶ | و چند داستان دیگر                | پیام لاریان                           | ایرانشهر- سالن استاد سمندریان               |
| ۱۳۹۵ | جعبه پاندورا                     | منصوره سجادیان                        | تماشاخانه بازیگاه                           |
| ۱۳۹۵ | لوسیا                            | شهاب مهربان‌پور                        | تئاترشهر - سالن سایه                        |
| ۱۳۹۵ | صور اسرافیل                      | عامر مسافر آستانه                     | ایرانشهر-سالن استاد سمندریان                |
| ۱۳۹۵ | درها و دیوارها                   | بهار رضی زاده                         | تالار حافظ خانه هنرمندان-سالن استاد انتظامی |
| ۱۳۹۴ | محمد ولی‌زادگان                   | او شمال من، جنوب من، شرق و غرب من بود | تئاتر باران                                 |
| ۱۳۹۳ | باور کنید من گره گوار سامسا هستم | آرش واحدی                             | تماشاخانه سه نقطه سالن خسرو شکیبایی         |
| ۱۳۹۳ | فلان و فلان                      | مهدی زندیه                            | پاساژ پرمهر                                 |

## جوایز و نامزدی‌ها
| سال  | جایزه                             | جشنواره                                    | اثر      | نتیجه | منبع          |
| ---- | --------------------------------- | ------------------------------------------ | -------- | ----- | ------------- |
| ۱۳۹۶ | دیپلم افتخار بهترین بازیگر مرد    | بخش ملی جشنواره بین‌المللی فیلم کوتاه تهران | سوادکوهی | برنده | [ ۱۱ ] [ ۱۲ ] |
| ۱۴۰۰ | تندیس ایسفا در بخش بهترین بازیگری | یازدهمین دوره جوایز آکادمی فیلم کوتاه      | بی ریختی | نامزد | [ ۱۳ ]        |